# Рой Волліс
Рой Волліс (англ. Roy Wallis; 1945—1990) ― британський соціолог релігії, декан факультету економіки та суспільних наук Королівського університету Белфаста. Найбільш відомий тричастинною типологією нових релігійних рухів, яку він виклав у праці 1984 року «Найпростіші форми життя нових релігій» (англ. The Elementary Forms of the New Religious Life), а також вивченням Церкви саєнтології, опублікованими в 1976 році .
Після публікації книги «Шлях до повної свободи» (1976), глибокого аналізу соціології саєнтології, церква переслідувала його як юридично, так і особисто . Підроблені листи, очевидно від Волліса, були надіслані його колегам, що втягували його в різні скандальні дії. 

## Наукова діяльність
Рой Уолліс був представником вражаючого покоління учнів Брайна Уїлсона в Оксфордському університеті . Його докторська дисертація була присвячена дослідженню саєнтології і пізніше лягла в основу монографії «Шлях до повної свободи», де він вперше продемонстрував характерні навички сприймати і спрощувати великий обсяг різнорідного матеріалу і плідно переробив праці теолога Хельмута Річарда Нібура (типологію «секта-деномінація-церква»), додавши визначення між культів .
Рой Уолліс стверджував, що в плані типологічних відмінностей цікавлять два простих питання :
- в якій мірі ідеологія вважає себе єдино правильною або єдино легітимною (а не однією з плюралістичних точок зору);
- в якій мірі ідеологію розглядають як прийнятну і шановану (а не девіантну) в навколишньому суспільстві.

Вивчення нових релігійних рухів привело Волліса до створення його головної праці «Найпростіші форми життя нових релігій» (англ. The Elementary Forms of the New Religious Life). Волліс ввів в науковий обіг нові критерії відмінності між світоутверждуючими (англ. World-affirming), світотерпимими (англ. World-accommodating) і світозаперечуючими (англ. World-rejecting) новими релігійними рухами .
Також Уолліс розробив теорію фракційності і єресей, виклавши її в 1979 році в своїй праці «Порятунок і повстання», далі теорію харизми в збірнику «мілленаризма і харизма», що вийшов у видавництві Королівського університету Белфаста в 1982 році .
Рой Уолліс також відомий як затятий прихильник світськості держави, що знайшло відображення в його критиці теорії релігії Родні Старка і Вільяма Бейнбриджа, а також теоретик розмежування науки, релігії та медицини. Він автор і співавтор трьох збірок статей з даної тематики, якій він віддав багато сил і часу: «Маргінальна медицина» (1976), «Культура і лікування» (1978) і «На узбіччі науки» (1979) .
Після виходу книги «Шлях до повної свободи», у якій Волліс провів вдумливе і глибоке дослідження Церкви саєнтології, він зазнав моральних і судових переслідувань від цієї організації . Церква саєнтології розсилала підроблені листи, нібито написані Роєм Волліс, його колегам, в яких повідомлялося про його причетність до різного роду скандалів .
У 1977 році покинув Стерлінгський університет, щоб зайняти крісло декана факультету суспільних наук і Університету Королеви в Белфасті, в 1989 році і пост про-віце-канцлера університету .

## Публікації
- Roy Wallis (1975) Sectarianism: Analyses of Religious and Non-Religious Sects, London: Peter Owen & New York: John Wiley, ISBN 0470919108
- Roy Wallis (1976) The Road to Total Freedom: A Sociological Analysis of Scientology, London: Heinemann. ISBN 0-435-82916-5. US edition published 1977 by Columbia University Press, ISBN 0-231-04200-0
- Roy Wallis and Peter Morley (1976) Marginal Medicine, New York: Free Press, ISBN 0029337402
- Roy Wallis and Peter Morley (1978) Culture and Curing: Anthropological Perspectives on Traditional Medical Beliefs and Practices, Pittsburgh: University of Pittsburgh Press, & London: Peter Owen, ISBN 0822953250
- Roy Wallis (1979) On the Margins of Science: the Social Construction of Rejected Knowledge, Keele: University of Keele Press, ISBN 0904425061
- Roy Wallis (1979) Salvation and Protest: Studies of Social and Religious Movements, New York: St. Martin's Press, ISBN 0312698348
- Roy Wallis (1984) The Elementary Forms of the New Religious Life, London and Boston: Routledge and Kegan Paul, ISBN 0-7100-9890-1